# Synonchiella denticulata
Synonchiella denticulata är en rundmaskart som beskrevs av Nathan Augustus Cobb 1933. Synonchiella denticulata ingår i släktet Synonchiella och familjen Selachinematidae. Inga underarter finns listade i Catalogue of Life.